# 披耶康吉

披耶康吉（พระยาคำเกิด，Phraya Kham Keut，？-1440年），老撾蘭滄國王桑森泰的庶子，其母是一名婢女。1438年，披耶康吉被老撾貴族擁立為國王，在位兩年多，最后病死。

## 生平
披耶康吉的母親是一名婢女，一名醫生莫蒙（Moh Mon）將這名婢女獻給了桑森泰，受到了桑森泰的寵幸，於是生下了陶琴吉（Thao Kham Keut）。陶琴吉的母親要求他記住所有國王的馬匹和將相的名字，並宣稱：“我的兒子是桑森泰的再生”。

大約在1438年夏秋之間，當時蘭滄國王披耶悶去世，老撾貴族邀請披耶猜為王，但是遭到了披耶猜的拒絕。摩訶黛維太后聽說陶康吉事跡後，派人前往將陶琴吉接到了瑯勃拉邦，陶康吉知道宮中的所有事物，因此被認為是桑森泰之子，擁立國王。

披耶康吉統治時期，因百姓們懷念桑森泰王，所以較為擁戴披耶康吉。披耶康吉也是唯一一位沒有遭到摩訶黛維殺害的國王。披耶康吉曾經幫助芒盆國王奪回王位。

大約在1440年秋季，披耶康吉在位兩年又兩個月後，因中風而去世。披耶康吉死後，沒有王子敢成為國王，貴族們發動政變，處死了摩訶黛維太后及其黨羽。